# Judy Sings Dylan… Just Like a Woman
| Оценки критиков | Оценки критиков |
| Источник        | Оценка          |
| --------------- | --------------- |
| AllMusic        | [ 1 ]           |

Judy Sings Dylan… Just Like a Woman — двадцать первый студийный альбом американской певицы Джуди Коллинз, выпущенный в 1993 году на лейбле Geffen Records.

## Об альбоме
Для диска певица записала свои версии песен известного американского автора-исполнителя Боба Дилана.

## Отзывы критиков
Пембертон Роач из AllMusic поставил альбому только две с половиной звезды из пяти, заметив, что несомненно талантливая Джуди Коллинз не смогла в полной мере передать атмосферу песен Дилана в своих интерпретациях, это касается как вокала, так и трактовки некоторых стихов. Тем не менее, рецензент выделил «Dark Eyes» как самую элегантную на альбоме. Рецензент Stereo Review Аланна Нэш заявила, что идея о том, что Джуди Коллинз споёт песни Боба Дилана, кажется, имела смысл: почему бы одному из лучших голосов фолк-движения шестидесятых не записать целый альбом главного автора того поколения? Но уже через минуту после выхода этого сборника становится совершенно очевидно, насколько далеко разошлись эти два выдающихся исполнителя с тех пор, как они встретились тридцать лет назад.

## Список композиций
Слова и музыка всех песен — Боба Дилана.
| №                   | Название                       | Длительность |
| ------------------- | ------------------------------ | ------------ |
| 1.                  | «Like A Rolling Stone»         | 6:06         |
| 2.                  | «It’s All Over Now, Baby Blue» | 4:47         |
| 3.                  | «Simple Twist Of Fate»         | 3:51         |
| 4.                  | «Sweetheart Like You»          | 4:30         |
| 5.                  | «Gotta Serve Somebody»         | 5:40         |
| 6.                  | «Dark Eyes»                    | 4:23         |
| 7.                  | «Love Minus Zero / No Limit»   | 4:09         |
| 8.                  | «Just Like A Woman»            | 4:34         |
| 9.                  | «I Believe In You»             | 5:20         |
| 10.                 | «With God On Our Side»         | 3:58         |
| 11.                 | «Bob Dylan’s Dream»            | 4:15         |
| Общая длительность: | Общая длительность:            | 51:33        |